# Alexis Claude-Maurice
Alexis Claude-Maurice (ur. 6 czerwca 1998 w Noisy-le-Grand) – francuski piłkarz gwadelupskiego pochodzenia występujący na pozycji pomocnika, reprezentant Francji do lat 21. Wychowanek US Torcy, w trakcie swojej kariery grał także w FC Lorient.